# Ted Gärdestad
Ted Gärdestad (født 18. februar 1956, død 22. juni 1997) var en svensk sanger og musiker.
Han er mest kendt for sit samarbejde med ABBA og sit engagement i det anonyme musikprojekt Caramba. Han repræsenterede Sverige ved det europæiske Melodi Grand Prix i 1979.
Den 22. juni 1997 begik han selvmord ved at hoppe ud foran et tog på Häggvik Station i Sollentuna.